# FK AS Trenčín
Az FK AS Trenčín egy labdarúgócsapat Trencsénben, Szlovákiában. A klubot 1992-ben alapították. Jelenleg a szlovák labdarúgó-bajnokság első osztályában szerepel.

## Történelem
A klubot 1992-ben Ozeta Trenčín néven alapították. A csehszlovák harmadosztályban indultak. 1994 és 1997 között a másodosztályban szerepeltek. 1997-ben indulhattak először a Corgoň Ligában és legjobb eredményüket is ekkor érték el, amikor is a bajnokság végén negyedik helyen végeztek. Tizenegy évet követően a 2007/08-as idény végén búcsúzni kényszerültek az élvonaltól, majd 2011-től ismét az első osztály tagjai lettek. A 2014-15-ös szezonban a klub történetében először nyerték meg a bajnokságot és a kupát is.
Az Intertotó-kupában négy alkalommal szerepeltek: (1998, 1999, 2000, 2002)

### A klub elnevezései
- 1992 TJ Ozeta Dukla Trenčín
- 1995 FK Ozeta Dukla Trenčín
- 2003 Laugaricio Trenčín
- 2005 FK AS Trenčin

## Sikerek
- Szlovák labdarúgókupa
  - Kupagyőztes (2): 2014-15, 2015-16
- Szlovák első osztály
  - Bajnok (2): 2014-15, 2015-16
  - 2. hely (1): 2014
- Szlovák másodosztály
  - 1. hely (1): 2011
  - 2. hely (3): 1997, 2009, 2010

### Az FK AS Trenčín nemzetközi kupamérkőzései
| Szezon  | Kiírás               | Forduló         | Nemzet | Ellenfél         | Eredmények      |
| ------- | -------------------- | --------------- | ------ | ---------------- | --------------- |
| 1998    | UEFA Intertotó-kupa  | 2. selejtezőkör | RUS    | Baltika          | 0-1, 0-0        |
| 1999    | UEFA Intertotó-kupa  | 1. selejtezőkör | MKD    | FK Pobeda        | 3-1, 1-3 (11.)* |
| 2000    | UEFA Intertotó-kupa  | 1. selejtezőkör | LAT    | Dinaburg FC      | 0-3, 0-1        |
| 2002    | UEFA Intertotó-kupa  | 1. selejtezőkör | CRO    | Slaven Belupo    | 3-1, 0-5        |
| 2015-16 | UEFA-bajnokok ligája | 2. selejtezőkör | ROM    | Steaua București | 0-2, 3-2        |

- A párharc tizenegyesrúgásokkal dőlt el.

## Játékoskeret
frissítve: 2020. augusztus 7.
| #  |     | Poszt | Név               |
| -- | --- | ----- | ----------------- |
| 1  | SVK | K     | Denis Chudý       |
| 4  | NGA | KP    | Abdul Zubairu     |
| 5  | FRA | V     | Steve Kapuadi     |
| 6  | SVK | V     | Martin Šulek      |
| 7  | BIH | KP    | Hamza Čataković   |
| 9  | USA | CS    | Eduvie Ikoba      |
| 11 | GHA | CS    | Osman Bukari      |
| 12 | SUR | CS    | Ivenzo Comvalius  |
| 13 | NGA | KP    | Philip Azango     |
| 14 | BEL | KP    | Milan Corryn      |
| 15 | NGA | CS    | Ahmad Ghali       |
| 16 | SVK | CS    | Jakub Kadák       |
| 17 | CRO | KP    | Ante Roguljić     |
| 19 | CPV | V     | Kelvin Pires      |
| 20 | CRO | KP    | Tomislav Knežević |

| #  |     | Poszt | Név                 |
| -- | --- | ----- | ------------------- |
| 22 | SVK | V     | Adrián Slávik       |
| 24 | SVK | K     | Igor Šemrinec       |
| 27 | SVK | V     | Simeon Kohut        |
| 29 | NED | V     | Ruben Ligeon        |
| 31 | CPV | KP    | Paulo Junior        |
| 32 | SVK | CS    | Lukáš Letenay       |
| 33 | SVK | V     | Richard Križan      |
| 34 | NED | KP    | Aschraf El Mahdioui |
| 35 | NGA | V     | Reuben Yem          |
| 55 | NED | K     | Menno Bergsen       |
| 66 | FIN | V     | Juha Pirinen        |
| 74 | SVK | V     | Urban Mazanovský    |
| 77 | SVK | CS    | David Depetris      |
| 99 | SVK | K     | Michal Kukučka      |